# انتصار (اسم)
انْتِصَار هو اسم علم مؤنث من أصل عربي، ومعناه هو الفوز على الخصم والانتصاف.